# Vozera Mjadzel
Vozera Mjadzel (vitryska: Возера Мядзел) är en sjö i Belarus.   Den ligger i voblasten Minsks voblast, i den norra delen av landet, 120 km norr om huvudstaden Minsk. Vozera Mjadzel ligger 157 meter över havet. Arean är 13,7 kvadratkilometer. Den sträcker sig 5,7 kilometer i nord-sydlig riktning, och 5,3 kilometer i öst-västlig riktning.
Omgivningarna runt Vozera Mjadzel är en mosaik av jordbruksmark och naturlig växtlighet. Runt Vozera Mjadzel är det glesbefolkat, med 19 invånare per kvadratkilometer.